# Roast
En roast (efter engelskans ord för rostning eller grillning) är en sammankomst där man häcklar en inbjuden hedersgäst för att roa en bredare publik. Tillställningen är avsedd att hedra en individ på ett unikt sätt. Utöver skämt och förolämpningskomedi kan en roast även innehålla hyllningar. Det förutsätts att den som roastas, som vid tillställningen är omgiven av vänner och fans, kan ta det på skoj och inte allvarligt menad kritik eller förolämpningar.
Den som roastas av någon brukar också samtidigt beredas möjlighet till genmäle.

## Historik
I USA har man på New York Friars' Club hållit på med roasts sedan 1920-talet. Den amerikanska kabelkanalen Comedy Central visade mellan åren 1998 och 2002 de årliga roasterna från Friars' Club. Sedan 2003 har de ungefär 1 gång per år skapat egna roaster under namnet The Comedy Central Roast of....

## I Sverige
Det sägs att den första svenska roasten skedde våren 2008 i samband med att Henrik Schyffert skulle fylla 40 år.[källa behövs] År 2009, i samband med att Comedy Central började sändas i Sverige med deras roaster, spelade både SVT och Kanal 5 in varsitt roastprogram. Det blev SVT:s Grillad och Kanal 5:s Roast på Berns. Den sistnämnda var planerad att visas våren 2009 men sköts upp till hösten.